# ロニー・ジョーダン
ロニー・ジョーダン（Ronny Jordan、1962年11月29日 - 2014年1月13日）として専門的に知られるロバート・ローレンス・アルバート・シンプソンは、イギリスのギタリストであり、20世紀末のアシッドジャズ・ムーブメントの一翼を担った。ジョーダンは自分の音楽をジャズ、ヒップホップ、R&Bのブレンドである「アーバン・ジャズ」と表現した。

## 略歴
1993年にリリースされたグールーのアルバム『ジャズマタズ (ヒップ・ホップ・ジャズ革命)』でフィーチャーされて頭角を現した。また、レッド・ホット・オーガニゼーションのため、1994年にリリースされたコンピレーション・アルバム『レッド・ホット・アンド・クール〜ストールン・モーメンツ』にレコーディングが収録されているアーティストの1人でもあった。
日本においては、NHKラジオ『クロスオーバーイレブン』のオープニングとエンディングに彼の曲が使われていた時期があり、その知名度を上げている。
1992年のアルバム『アンティダウト』に続いて、ジョーダンのレコーディングはビルボード・チャートに登場し、特に彼のアシッドジャズによるマイルス・デイヴィスの楽曲「So What」のカバーは世界的なヒットとなった。また、MOBOベスト・ジャズ・アクト・アワードとギブソン・ギター・ベスト・ジャズ・ギタリスト・アワードも受賞している。2000年にリリースされたアルバム『ブライター・デイ』は、グラミー賞のベスト・コンテンポラリー・ジャズ・アルバムにノミネートされた。
ジョーダンの曲「The Jackal」(1993年のアルバム『クワイエット・レヴォリューション』収録) は、テレビ・ドラマ『ザ・ホワイトハウス』のエピソード「Six Meetings Before Lunch」で、C・J・クレッグ役の女優アリソン・ジャネイが口パクしたときに注目を集めた。彼女はまた、2013年9月のアーセニオ・ホールのテレビ番組でもそれを歌った。
ジョーダンは、2014年1月13日に亡くなった。彼の「遺体は、南アフリカでの海外ツアーより帰国してから数日後に自宅にて発見された。解剖が行われ、決定的ではないものの、他殺または怪我によるものではないことが確認されている」。

## ディスコグラフィ

### リーダー・アルバム
- 『アンティダウト』 - The Antidote (1992年、Island)
- 『クワイエット・レヴォリューション』 - The Quiet Revolution (1993年、Island) ※全豪48位[6]
- 『バッド・ブラザーズ』 - Bad Brothers (1994年、Island) ※DJ Krushによるリミックス盤
- 『ライト・トゥ・ダーク』 - Light to Dark (1996年、Island)
- 『ブライター・デイ』 - A Brighter Day (2000年、Blue Note)
- 『オフ・ザ・レコード』 - Off the Record (2001年、Blue Note)
- The Collection (2002年、Spectrum) ※コンピレーション
- 『アット・ラスト』 - At Last (2003年、N-Coded)
- 『アフター8』 - After 8 (2004年、N-Coded)
- The Rough & The Smooth (2009年、Private 'N Public)

ソース:

### シングル
- "So What!" b/w "Cool and Funky" (1992年)
- "Get To Grips" b/w "Flat Out" (1992年)
- "After Hours (The Antidote)" b/w "Nite Spice" (1992年)
- "Under Your Spell" b/w "In Full Swing" (1993年)
- "Tinsel Town" b/w "My Favourite Things" (1994年)
- "Come With Me" b/w "S**t Goes Down" (1994年)
- "The Law EP" (1996年)
- "A Brighter Day" (2000年) ※アメリカ限定